# Angelo Vegni
Angelo Vegni (Pari, 3 aprile 1811 – Firenze, 18 febbraio 1883) è stato uno scienziato, mecenate e filantropo italiano.

## Biografia
Angelo Vegni nasce a Pari, in provincia di Grosseto, da Nicola Vegni, patrizio senese,  notaio . Crebbe a Siena, dove frequentò le scuole del Seminario Arcivescovile. Poi si iscrisse all'Università di Siena per compiere gli studi di Scienze fisico-naturali. Grazie alle conoscenze scientifiche acquisite, riesce a vincere una borsa di studio all'École Centrale des Arts et Manufactures de Paris. Nel 1837, fra i primi nel Granducato di Toscana, consegue a Parigi il diploma di Ingegnere minerario.
Nel 1842, ancora giovanissimo, riceve l'incarico di direttore dei lavori presso la Miniera e Fonderia di galenica argentifera del Bottino dalla Società della Compagnia Anonima del Bottino di Seravezza. Ricoprirà questo incarico fino al 1858 e con lui la miniera riceverà un notevole impulso, dovuto anche alla scoperta di un importante filone di minerale di piombo e argento: per ogni tonnellata di materiale estratto si ricavavano circa 6–7 kg di argento. Nel 1846 fu fra i promotori della Società Generale di Imprese Industriali (l'attuale Confindustria). Nel 1847 divenne socio della Società Geologica di Francia e nel 1851 guidò la delegazione italiana all'Esposizione internazionale di Londra (oggi Expo).
Nel 1856 Angelo Vegni è nominato Accademico Fisiocritico. Nello stesso anno forma e dona al Museo dell'Accademia dei Fisiocritici la collezione dei minerali costituenti il filone della galena argentifera del Bottino presso Seravezza. Nel 1860 viene nominato consultore tecnico presso l'Ufficio di sorveglianza delle Regie Miniere dell'Isola d'Elba e Fonderie di Follonica e fu fra i fondatori della Banca Toscana di Credito. Nel 1863 gli fu conferita la Cattedra di Metallurgia nell'Istituto di Studi Superiori e di perfezionamento di Firenze: nucleo della futura Università Fiorentina. Nel 1866, insieme a Giovanni Battista Donati, fondò le Officine Galileo di Firenze per la produzione di strumenti di precisione.
Negli anni della maturità Vegni partecipò alla vita politica nel gruppo dei "moderati toscani" e frequentò attivamente uomini di cultura quali: Giovan Pietro Vieusseux, Gino Capponi, Raffaello Lambruschini, Cosimo Ridolfi, Vincenzo Salvagnoli, che condussero la Toscana Granducale verso l'Unità d'Italia.
Angelo Vegni fu sicuramente uno dei maggiori filantropi italiani dell'Ottocento. Molti furono i gesti di generosità, ma sicuramente il più eclatante fu quello di lasciare il suo immenso patrimonio per la fondazione di un Istituto Agrario nel comune di Cortona in Valdichiana. Il 16 agosto 1882 Angelo Vegni scrisse un testamento olografo con il quale: «Nomino, istituisco e voglio che sia mio universale erede un Istituto Agrario sotto il titolo di Istituto Vegni (scuola pratica di Agricoltura) da fondarsi e avere sede nella mia fattoria delle Capezzine».